# La Grève-sur-Mignon
La Grève-sur-Mignon est une commune du Sud-Ouest de la France située dans le département de la Charente-Maritime, en région Nouvelle-Aquitaine.
Ses habitants sont appelés les Grèvois et les Grèvoises.
Le 16 juin 2023 à 18 h 38, un seisme de magnitude 5,3 à 5,8 frappa La Grève-sur-Mignon, ce qui fit beaucoup de dégâts en détruisant des maisons.
Puis le 17 juin 2023 à 4 h 27, une réplique de ce seisme de magnitude 5 .Ce fut l'ouverture d'une faille, ce qui a rendu la Grève-sur-Mignon une zone sensible aux Séismes.

## Géographie

### Communes limitrophes
|         | La Ronde            |                                      |
| Courçon | La Grève-sur-Mignon | Saint-Hilaire-la-Palud (Deux-Sèvres) |
| Benon   | La Laigne           | Cramchaban                           |

### Les quartiers
La Grève sur Mignon est constitué de 3 quartiers :
- Le Quartier Principal dit : Le Centre
- Le Quartier de Bègues ( Sud-Ouest )
- Le Quartier de Villeneuve ( dans le bas Centre )

## Urbanisme

### Typologie
Au 1er janvier 2024, La Grève-sur-Mignon est catégorisée commune rurale à habitat dispersé, selon la nouvelle grille communale de densité à 7 niveaux définie par l'Insee en 2022.
Elle est située hors unité urbaine. Par ailleurs la commune fait partie de l'aire d'attraction de La Rochelle, dont elle est une commune de la couronne,. Cette aire, qui regroupe 72 communes, est catégorisée dans les aires de 200 000 à moins de 700 000 habitants,.

### Occupation des sols
L'occupation des sols de la commune, telle qu'elle ressort de la base de données européenne d’occupation biophysique des sols Corine Land Cover (CLC), est marquée par l'importance des territoires agricoles (92,3 % en 2018), en augmentation par rapport à 1990 (89,8 %). La répartition détaillée en 2018 est la suivante : 
terres arables (61 %), prairies (15,7 %), zones agricoles hétérogènes (15,5 %), forêts (4,6 %), zones urbanisées (3,1 %). L'évolution de l’occupation des sols de la commune et de ses infrastructures peut être observée sur les différentes représentations cartographiques du territoire : la carte de Cassini (XVIIIe siècle), la carte d'état-major (1820-1866) et les cartes ou photos aériennes de l'IGN pour la période actuelle (1950 à aujourd'hui).

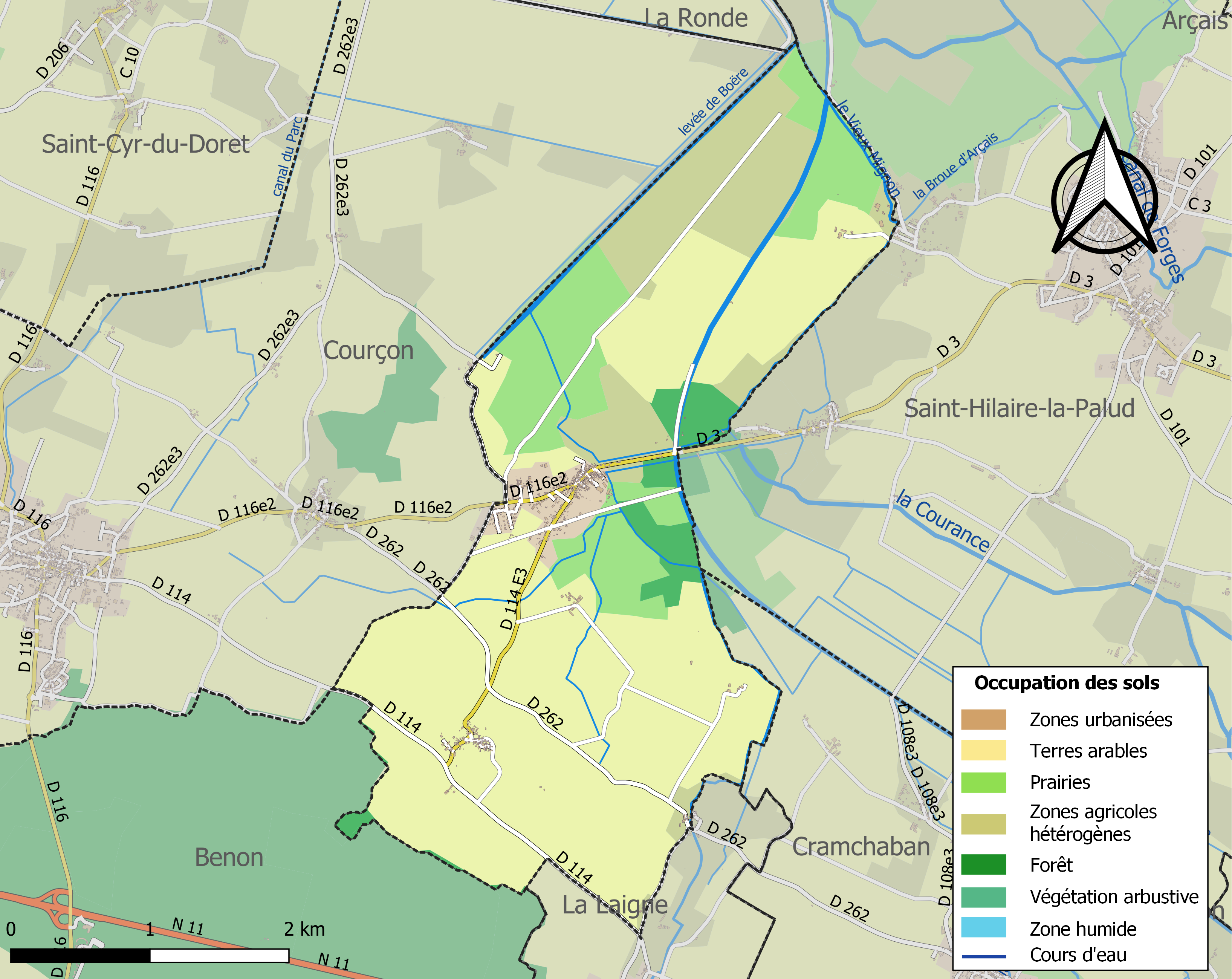
Carte des infrastructures et de l'occupation des sols de la commune en 2018 (CLC).

### Risques majeurs
Le territoire de la commune de La Grève-sur-Mignon est vulnérable à différents aléas naturels : météorologiques (tempête, orage, neige, grand froid, canicule ou sécheresse), inondations, mouvements de terrains et séisme (sismicité modérée). Il est également exposé à un risque technologique,  le transport de matières dangereuses. Un site publié par le BRGM permet d'évaluer simplement et rapidement les risques d'un bien localisé soit par son adresse soit par le numéro de sa parcelle.

#### Risques naturels
Certaines parties du territoire communal sont susceptibles d’être affectées par le risque d’inondation par débordement de cours d'eau, notamment le Mignon et . La commune a été reconnue en état de catastrophe naturelle au titre des dommages causés par les inondations et coulées de boue survenues en 1982, 1993, 1999 et 2010,.

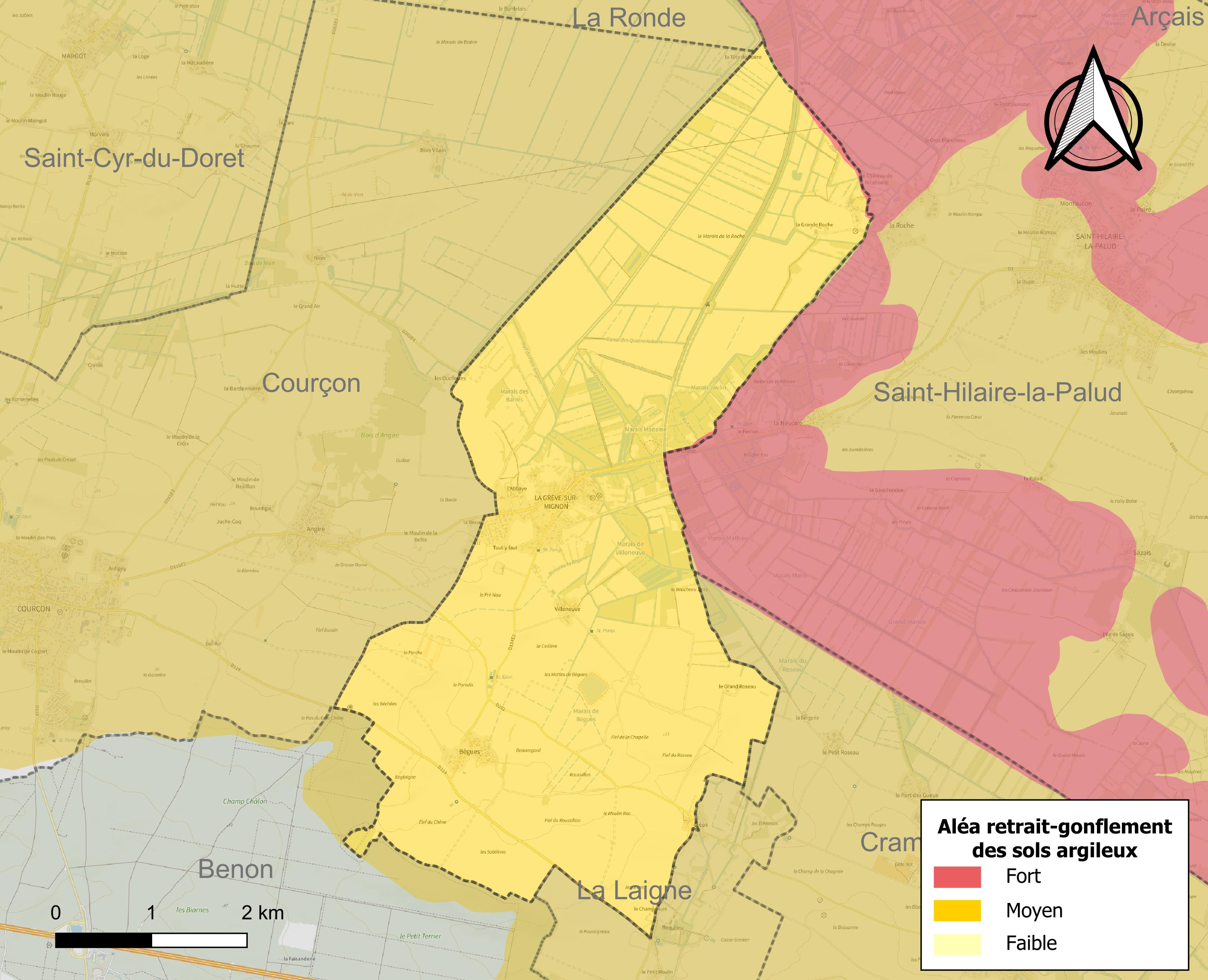
Carte des zones d'aléa retrait-gonflement des sols argileux de La Grève-sur-Mignon.

Les mouvements de terrains susceptibles de se produire dans la commune sont des tassements différentiels.
Le retrait-gonflement des sols argileux est susceptible d'engendrer des dommages importants aux bâtiments en cas d’alternance de périodes de sécheresse et de pluie. La totalité de la commune est en aléa moyen ou fort (54,2 % au niveau départemental et 48,5 % au niveau national). Sur les 282 bâtiments dénombrés dans la commune en 2019,  282 sont en aléa moyen ou fort, soit 100 %, à comparer aux 57 % au niveau départemental et 54 % au niveau national. Une cartographie de l'exposition du territoire national au retrait gonflement des sols argileux est disponible sur le site du BRGM,.
Par ailleurs, afin de mieux appréhender le risque d’affaissement de terrain, l'inventaire national des cavités souterraines permet de localiser celles situées dans la commune.
Concernant les mouvements de terrains, la commune a été reconnue en état de catastrophe naturelle au titre des dommages causés par la sécheresse en 1989, 1991, 2003, 2005 et 2011 et par des mouvements de terrain en 1999 et 2010.

#### Risques technologiques
Le risque de transport de matières dangereuses dans la commune est lié à sa traversée par une ou des infrastructures routières ou ferroviaires importantes ou la présence d'une canalisation de transport d'hydrocarbures. Un accident se produisant sur de telles infrastructures est susceptible d’avoir des effets graves sur les biens, les personnes ou l'environnement, selon la nature du matériau transporté. Des dispositions d’urbanisme peuvent être préconisées en conséquence.

## Histoire
Jusqu'alors dénommée Saint-Martin-de-Villeneuve, la commune devient La Grève-sur-le Mignon en 1928, pour éviter les confusions avec Saint-Martin-de-Ré ou Villeneuve-la-Comtesse, situées dans le même département.
Puis en 2022 La Grève-sur-le Mignon devient La Grève-sur-Mignon, cela permit de raccourcir le nom afin que cela rentre dans la zone de texte des enveloppes.

## Administration

### Liste des maires
| Période                                  | Période  | Identité          | Étiquette | Qualité                    |
| ---------------------------------------- | -------- | ----------------- | --------- | -------------------------- |
| avant 1958                               | ?        | Octave Chesse     | SFIO      |                            |
| avant 1981                               | ?        | Clément Chaigneau | DVG       |                            |
| 2001                                     | 2008     | Daniel Bernard    |           |                            |
| 2008                                     | En cours | Roland Gallian    | SE        | Prestataire de services TP |
| Les données manquantes sont à compléter. |          |                   |           |                            |

## Démographie

### Évolution démographique
L'évolution du nombre d'habitants est connue à travers les recensements de la population effectués dans la commune depuis 1793. Pour les communes de moins de 10 000 habitants, une enquête de recensement portant sur toute la population est réalisée tous les cinq ans, les populations de référence des années intermédiaires étant quant à elles estimées par interpolation ou extrapolation. Pour la commune, le premier recensement exhaustif entrant dans le cadre du nouveau dispositif a été réalisé en 2007.

En 2022, la commune comptait 568 habitants, en évolution de +2,16 % par rapport à 2016 (Charente-Maritime : +4,04 %, France hors Mayotte : +2,11 %).
| 1793 | 1800 | 1806 | 1821 | 1831 | 1836 | 1841 | 1846 | 1851 |
| ---- | ---- | ---- | ---- | ---- | ---- | ---- | ---- | ---- |
| 648  | 400  | 378  | 479  | 536  | 522  | 547  | 593  | 568  |

| 1856 | 1861 | 1866 | 1872 | 1876 | 1881 | 1886 | 1891 | 1896 |
| ---- | ---- | ---- | ---- | ---- | ---- | ---- | ---- | ---- |
| 600  | 555  | 596  | 590  | 604  | 626  | 630  | 602  | 649  |

| 1901 | 1906 | 1911 | 1921 | 1926 | 1931 | 1936 | 1946 | 1954 |
| ---- | ---- | ---- | ---- | ---- | ---- | ---- | ---- | ---- |
| 633  | 591  | 557  | 468  | 450  | 464  | 425  | 414  | 363  |

| 1962 | 1968 | 1975 | 1982 | 1990 | 1999 | 2006 | 2007 | 2012 |
| ---- | ---- | ---- | ---- | ---- | ---- | ---- | ---- | ---- |
| 414  | 366  | 305  | 298  | 317  | 361  | 414  | 422  | 520  |

| 2017 | 2022 | - | - | - | - | - | - | - |
| ---- | ---- | - | - | - | - | - | - | - |
| 563  | 568  | - | - | - | - | - | - | - |

## Lieux et monuments
- La briqueterie de La Grève-sur-Mignon[19]. En 1872, les frères Vincent, industriels, ayant découvert un riche gisement d'argile particulièrement pure à proximité du village, entreprennent l'édification d'une des premières briqueteries du marais poitevin, sur un terrain jouxtant le bourg. Ils construisent d'abord le bâtiment principal, rectangulaire, en moellons et pierres de taille, abritant au rez-de-chaussée la salle des machines (à bras), quatre petits fours, des aires de séchages sur deux étages de plancher.
- La chapelle Saint-Martin, communément appelée l'église Saint-Martin. Nichée au fond d'une voute de verdure, cette chapelle privée n'est pas ouverte au public[20].
- La commune est traversée par le canal du Mignon.

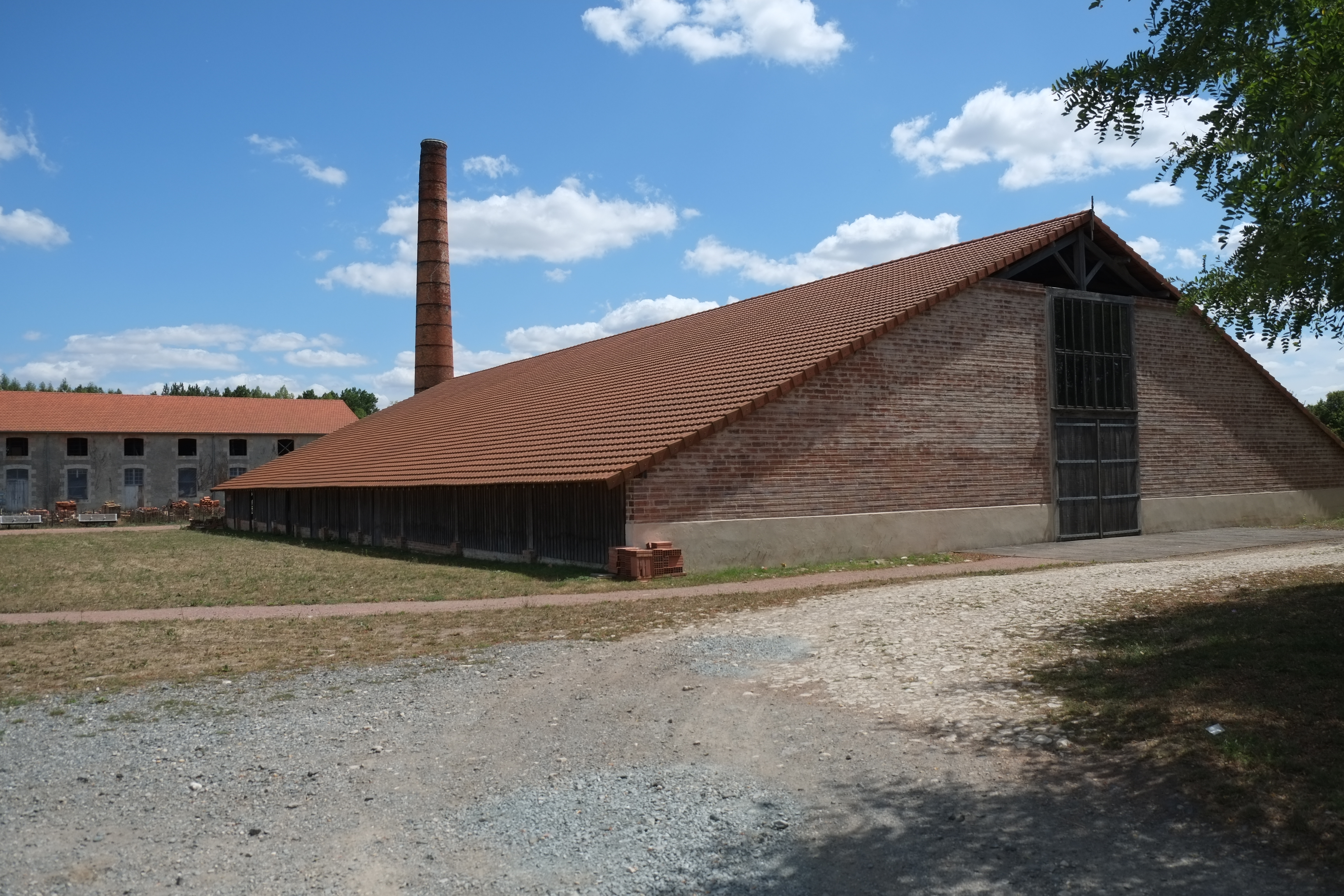
L'ancienne briqueterie.
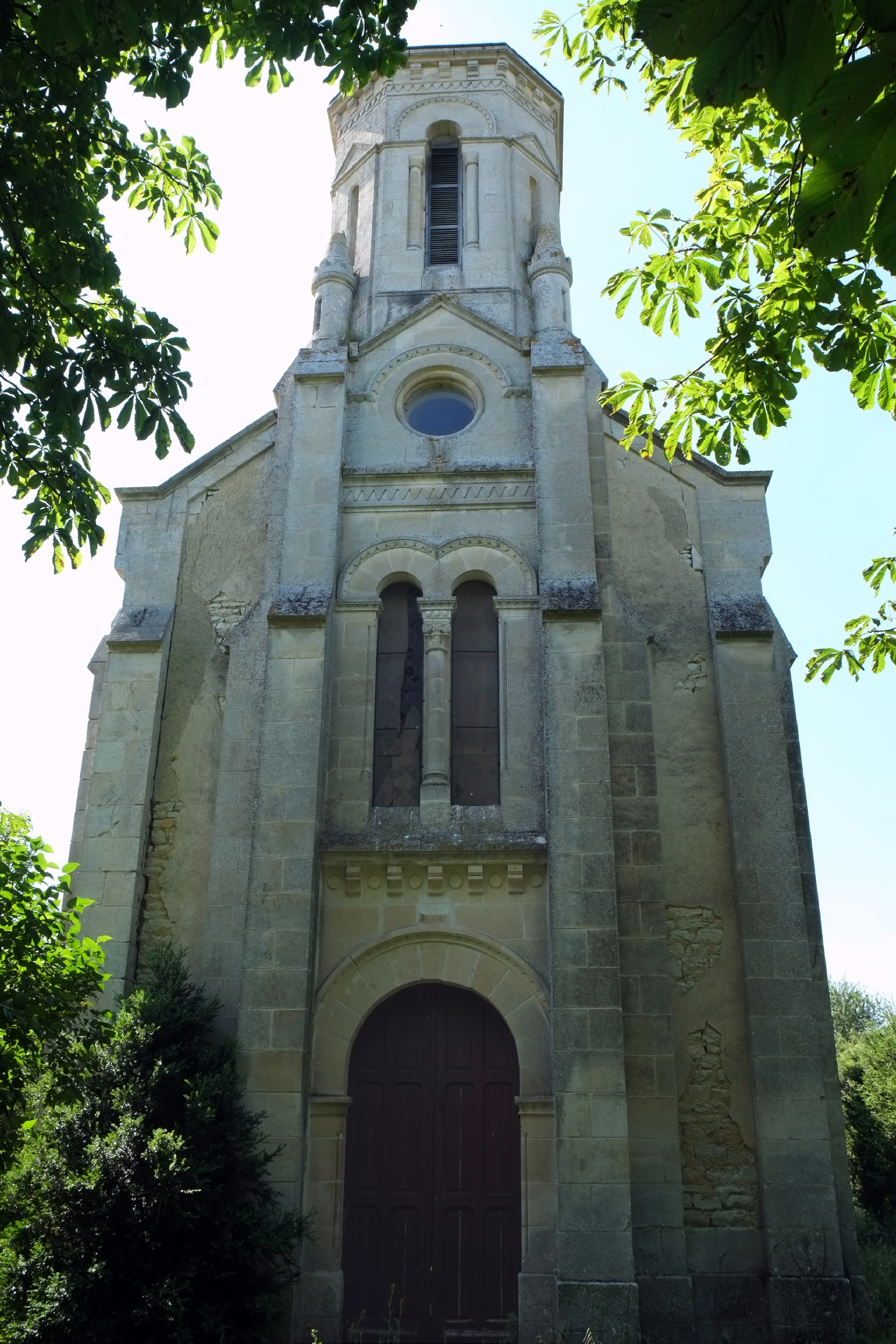
La chapelle Saint-Martin.
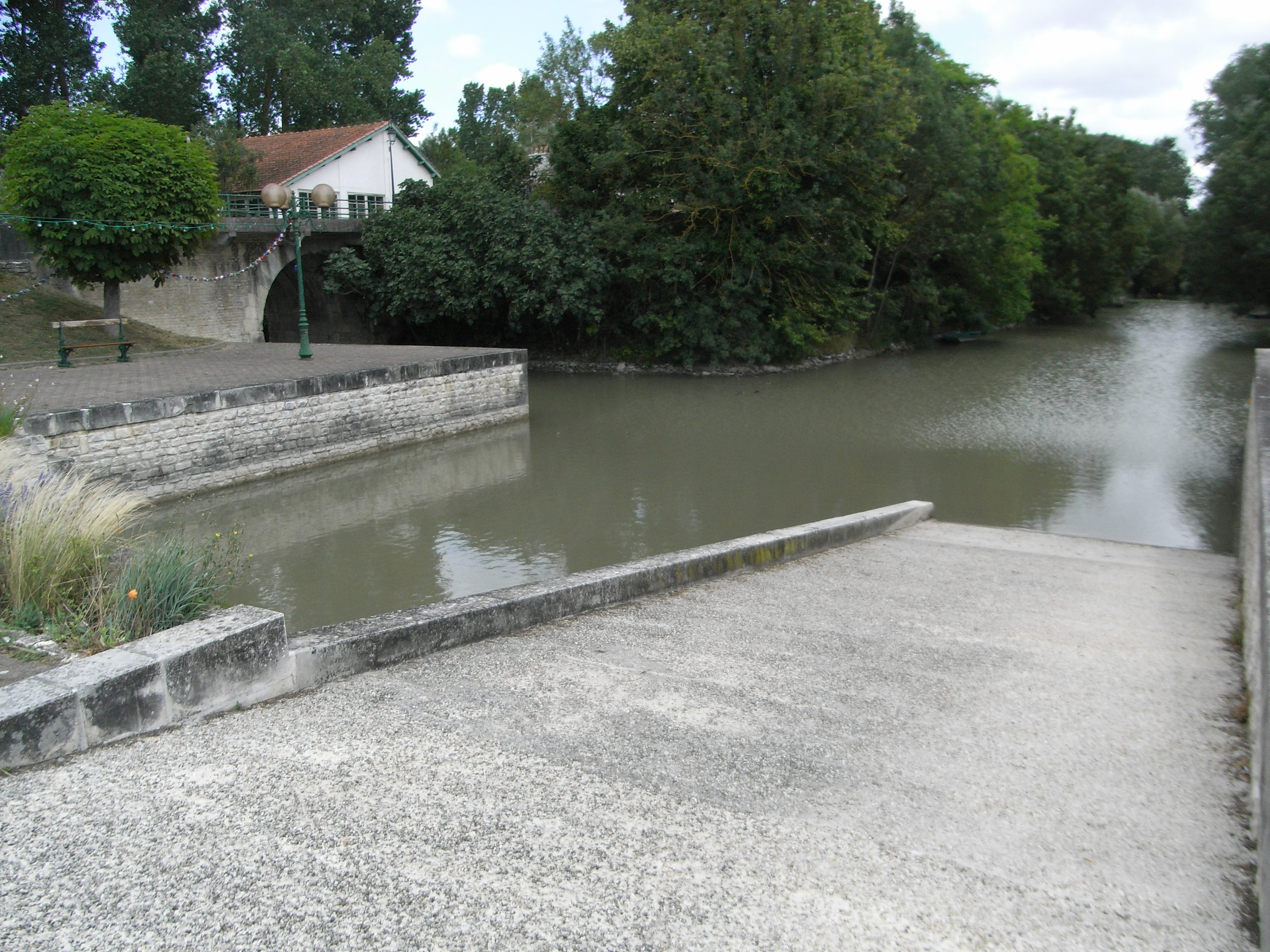
Le port.

## Personnalités liées à la commune
- Lova Moor, nom de scène de Marie-Claude Jourdain, née à La Grève-sur-Mignon en 1946.